# (27132) Ježek
(27132) Ježek, désignation internationale (27132) Jezek, est un astéroïde de la ceinture principale.

## Description
(27132) Jezek est un astéroïde de la ceinture principale. Il fut découvert le 11 décembre 1998 à l'Observatoire d'Ondřejov par Petr Pravec et Lenka Šarounová. Il présente une orbite caractérisée par un demi-grand axe de 2,37 UA, une excentricité de 0,10 et une inclinaison de 7,4° par rapport à l'écliptique.

## Compléments